# Paedophryne amauensis
Paedophryne amauensis はパプアニューギニアで2009年8月に発見され、2012年に記載されたヒメアマガエル科のカエルの一種である。本種は体長7.7 mm（ミリメートル）で、発見当時、脊椎動物の中で最も体長が小さい種とされていた。2024年現在、脊椎動物最小とされるのはブラジルに分布する Brachycephalus pulex と呼ばれるコガネガエル属の一種の成熟雄である。
2013年5月、国際生物種探査研究所によって、2012年の世界の新種トップ10の一つに取り上げられた。

## 発見
このカエルは2009年8月に爬虫両棲類学者のクリストファー・オースティンと院生のエリック・リットマイヤーによってパプアニューギニアの生物多様性の研究中に発見された 。この新種は中央州のアマウ (Amau) で発見された。この発見は2012年1月に学術雑誌 PLoS ONE にて発表された。
属名 Paedophryne は古代ギリシア語で子供を意味する παῖς (paîs) の属格 παίδος (paidós) とヒキガエルを意味する φρῡ́νη (phrū́nē) の合成語である。種小名の amauensisは発見された地名 Amauと地名の形容詞を作る接尾辞 -ēnsisの合成語である。

## 特徴

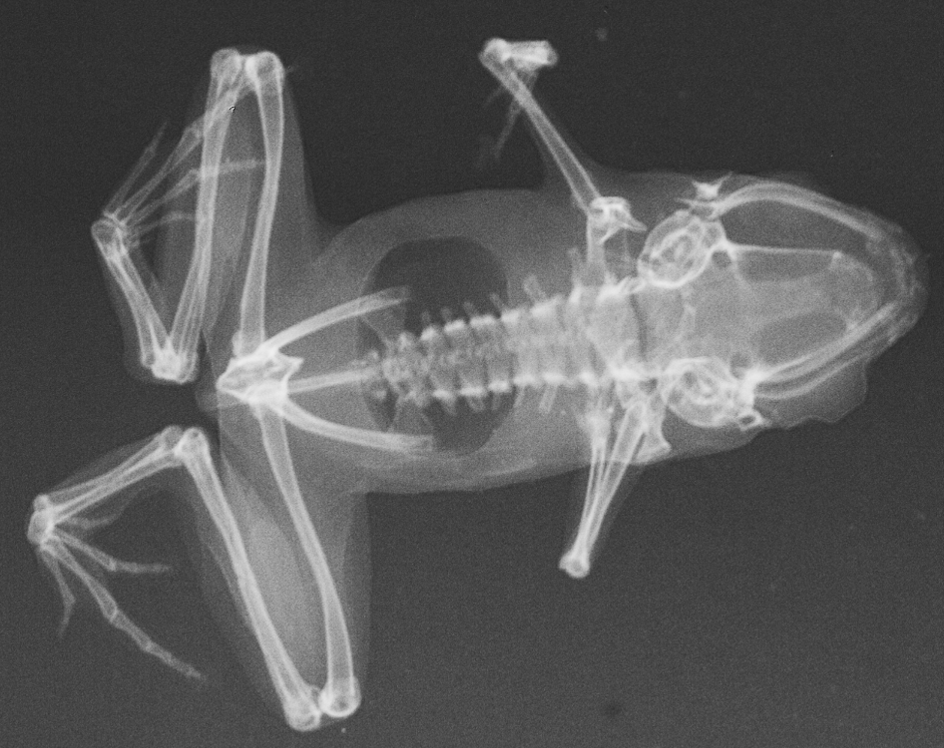
Paedophryne amauensis のX線写真

本種は成熟雄の体長7.70 mm (±0.35 mm) で、それまで世界最小の脊椎動物とされてきた全長7.9 mm のインドネシア産の淡水魚パエドキプリス・プロゲネティカ Paedocypris progenetica より0.2 mm だけ小さい。 
この種は幼生の姿を取らず、卵からいわゆる成体のカエルの形で孵化する（直達発生）。本種は体長の30倍の高さに跳ねることができる。行動パターンは薄明薄暮性で、微小な無脊椎動物を食する。雄は昆虫を思わせるような高い周波数 (8400–9400 Hz) の鳴声で雌を呼ぶ。

## 分布
他の Paedophryne 属のカエルと同様に本種は熱帯雨林の堆肥の中に住む。